# The Million Dollar Hotel (trilha sonora)
The Million Dollar Hotel: Music from the Motion Picture é a trilha sonora do filme de 2000 The Million Dollar Hotel. O álbum foi lançado junto com o filme em março de 2000, e contou com a participação de Bono como produtor executivo, com novas músicas do U2 e outros artistas.

## Composição
"The Ground Beneath Her Feet" foi escrito por Salman Rushdie, baseado em seu livro de mesmo nome. A versão trilha sonora é uma mixagem diferente da utilizada no filme, que não foi lançado comercialmente. Junto com "Stateless," "The Ground Beneath Her Feet" foi gravada para o álbum do U2, All That You Can't Leave Behind, porém, foi lançado nesta trilha sonora em seu lugar. "The Ground Beneath Her Feet" foi posteriormente lançada como faixa bônus na versão australiana, britânica e japonesa de All That You Can't Leave Behind. "Stateless", mais tarde, foi lançada no álbum Unreleased & Rare do box set digital do U2, The Complete U2. "The First Time" apareceu originalmente em 1993 no álbum Zooropa. A versão da trilha sonora é idêntica ao álbum.
A canção "Amsterdam Blue (Cortège)" de Jon Hassell, foi gravada originalmente como um tributo a Chet Baker e submetido por Bono e o diretor Wim Wenders, que fez uma parte fundamental da música da trilha sonora.
"Anarchy in the USA" é um cover em espanhol da canção "Anarchy in the U.K." da banda Sex Pistols.
O filme também apresenta Hal Wilner na canção "Nyack Oud Dance", que não está na trilha sonora — a canção já apareceu em se álbum Whoops, I'm an Indian.

## Recepção
Stephen Thomas Erlewine da Allmusic deu ao álbum três de cinco estrelas, notando que "é fácil se perder lentamente, rastreamento obscuro da música", mas "uma vez que a trilha sonora perde a força, ele nunca se recupera e não segue em frente". A Entertainment Weekly deu-lhe um C, alegando que o material não-U2 foi "admirável, mas sem graça... ou simplesmente aborrecente". Jeffrey Gantz do jornal The Phoenix deu ao álbum três de quatro estrelas dizendo que as canções mais fortes são as músicas do U2 e o resto da trilha sonora proporciona um "anseio de um ambiente LA noir... mas não contribui muito por conta própria".

## Lista de faixas
| N.º            | Título                                  | Compositor(es)                                                               | Realizado por:                                                          | Duração |  |
| 1.             | "The Ground Beneath Her Feet"           | Salman Rushdie (letra), U2 (música)                                          | U2, Daniel Lanois                                                       | 3:45    |  |
| 2.             | "Never Let Me Go"                       | Bono, Nicholas Klein (letra), Jon Hassell, Daniel Lanois, Brian Eno (música) | Bono, Banda The Million Dollar Hotel                                    | 5:36    |  |
| 3.             | "Stateless"                             | Bono (letra), U2 (música)                                                    | U2                                                                      | 4:05    |  |
| 4.             | "Satellite of Love"                     | Lou Reed                                                                     | Milla Jovovich, Banda The Million Dollar Hotel                          | 4:12    |  |
| 5.             | "Falling at Your Feet"                  | Bono, Daniel Lanois                                                          | Bono, Daniel Lanois                                                     | 4:55    |  |
| 6.             | "Tom Tom's Dream"                       | Jon Hassell                                                                  | Banda The Million Dollar Hotel, U2                                      | 1:52    |  |
| 7.             | "The First Time"                        | Bono (letra), U2 (música)                                                    | U2                                                                      | 3:42    |  |
| 8.             | "Bathtub"                               | Brian Eno, Bill Frisell, Jon Hassell                                         | Banda The Million Dollar Hotel                                          | 1:06    |  |
| 9.             | "The First Time" (Reprise)              | U2                                                                           | Daniel Lanois, Banda The Million Dollar Hotel                           | 2:05    |  |
| 10.            | "Tom Tom's Room"                        | Brad Mehldau, Daniel Lanois, Bill Frisell                                    | Brad Mehldau, Bill Frisell                                              | 2:24    |  |
| 11.            | "Funny Face"                            | Bill Frisell, Greg Cohen, Brian Eno, Adam Dorn, Brian Blade                  | Banda The Million Dollar Hotel                                          | 0:33    |  |
| 12.            | "Dancin' Shoes"                         | Bono, Nicholas Klein (letra), Daniel Lanois, Bono (música)                   | Bono, Banda The Million Dollar Hotel                                    | 2:06    |  |
| 13.            | "Amsterdam Blue (Cortège)"              | Jon Hassell                                                                  | Jon Hassell, Gregg Arreguin, Jamie Muhoberac, Peter Freeman             | 9:19    |  |
| 14.            | "Satellite of Love" (Reprise)           | Lou Reed                                                                     | Banda The Million Dollar Hotel, Daniel Lanois, Bill Frisell, Greg Cohen | 1:06    |  |
| 15.            | "Satellite of Love" (Danny Saber Remix) | Lou Reed                                                                     | Milla Jovovich, Jon Hassell, Danny Saber                                | 5:14    |  |
| 16.            | "Anarchy in the USA"                    | Stephen Jones, Johnny Rotten, Paul Thomas Cook, Glen Matlock                 | Tito Larriva, Banda The Million Dollar Hotel                            | 3:37    |  |
| Duração total: | Duração total:                          | Duração total:                                                               | Duração total:                                                          | 55:36   |  |

## Paradas e posições
| País/Parada (2000)                   | Melhor posição |
| ------------------------------------ | -------------- |
| Austrália (ARIA Charts)              | 18             |
| Áustria (Ö3 Austria Top 40)          | 10             |
| Bélgica (Ultratop 50 Flanders)       | 19             |
| Bélgica (Ultratop 40 Valônia)        | 17             |
| França (SNEP)                        | 16             |
| Holanda (MegaCharts)                 | 52             |
| Noruega (VG-lista)                   | 9              |
| Nova Zelândia (RIANZ)                | 30             |
| Suíça (Schweizer Hitparade)          | 26             |
| Estados Unidos (Billboard 200)       | 104            |
| Estados Unidos (Top Internet Albums) | 4              |

## Equipe e colaboradores
| U2 - Bono – vocal, guitarra, produção (faixa 4) - Adam Clayton – baixo - The Edge – guitarra, vocal de apoio, produção (faixa 7) - Larry Mullen Jr. – bateria, percussão Banda The Million Dollar Hotel - Brian Blade – bateria, percussão - Greg Cohen – baixo - Adam Dorn – batidas, sintetizadores, programação - Brian Eno – teclados, produção (faixas 1–3, 7) - Bill Frisell – guitarra - Jon Hassell – trompete, produção (faixa 13) - Daniel Lanois – guitarra, vocal, pedal steel, produção (faixas 1–3, 5, 9, 12) | Pessoal adicional - Gregg Arreguin - Flood – produção (faixa 7) - Peter Freeman - Milla Jovovich – vocal (faixa 15) - Tito Larriva – vocal (faixa 16) - Brad Mehldau – piano - Jamie Muhoberac – teclados - Danny Saber – produção (faixa 15) - Hal Willner – produção (faixas 4–6, 8–12, 14, 16) |